# 章钢
章钢（1958年4月—），男，汉族，安徽桐城人，中华人民共和国政治人物。

## 生平
1982年2月，毕业于安徽师范大学政教系政教专业。1984年5月加入中国共产党。1983年6月至1996年11月，历任安徽省桐城县委宣传部干事、理论科科长，县委办公室副主任，县委常委、县委办公室主任，县委副书记，县政府代县长、县长。1996年11月，任桐城市委副书记、市政府市长。1997年6月，任安徽省潜山县委书记。1999年4月，任安庆市人民政府副市长。2004年1月至2012年9月，历任安徽省宣城市委常委、市政府副市长、市委副书记。2012年9月至2017年11月，任中国国际贸易促进委员会安徽省委员会主任、党组书记。
2018年3月，任安徽省政协经济委员会副主任。2021年6月，不再担任安徽省政协经济委员会副主任职务。